# Natalia Leonida
Natalia Leonida (n. 25 iulie 1878, Vaslui, Vaslui, România – d. 1948, București, România) a fost o pedagogă română.

## Biografie
Natalia Leonida s-a născut la Vaslui, fiind fiica ofițerului Atanase Leonida și a Matildei Leonida (născută Gill). Provenind dintr-o familie influentă din clasa de mijloc, ea a fost unul dintre cei 11 copii ai familiei, printre frații ei fiind pioniera ingineriei române Elisa Leonida Zamfirescu, inginerul Dimitrie Leonida, medicul oftalmolog Adela Leonida-Paul și sculptorul Gheorghe Leonida.
Studiile universitare le-a făcut în Franța, fiind licențiată a Facultății de Litere de la Sorbona (1901), apoi a obținut și licența în filologie modernă la Universitatea București (1904).
Începe cariera didactică ca profesoară de limba franceză la Liceul „Frații Buzești” din Craiova, după care, la 1 noiembrie 1927, Ministerul Instrucțiunii o numește prin Decretul nr. 3119/1927, directoare a Liceului de fete Regina Maria din București, liceu desființat în 1948. A fost pensionată prin decret regal înainte de împlinirea vârstei de 62 de ani.
Datorită Nataliei Leonida, ajutată și de frații săi, liceul avea o dotare de excepție. Astfel, Dimitrie Leonida și Gheorghe Leonida au participat la organizarea și dotarea laboratoarelor de fizică și geografie.
Fiind o pianistă talentată, Natalia a ajutat-o pe sora ei, Adela Leonida-Paul, la transcrierea în Braille, în premieră în România, a numeroase partituri muzicale și a operelor din literatura română și universală.
În anul 1948, anul morții creatoarei sale, liceul a fost desființat de regimul comunist. În prezent, în clădirea fostului liceu de pe strada Traian Vuia nr. 6, se află Facultatea de Farmacie a Universității de Medicină și Farmacie „Carol Davila” din București.

## Distincții
Realizările din timpul directoratului său i-au adus mai multe distincții:
- Medalia „Răsplata Muncii pentru Învățământ”, clasa II (1924),
- „Ofițer al Academiei Franceze” (1933),
- „Brevetul pentru serviciul de distincție” din partea „Crucii Roșii” (1942),
- Ordinul „Meritul Cultural” pentru școală în grad de cavaler, clasa II (1934)
- Ordinul „Coroana României” în grad de cavaler (1941).[1]

## Legături externe
- Album: Familia Leonida și societatea românească interbelică, autor: Monica Neațu